# Tweede Zuid-Nieuw-Guinea-expeditie
De Tweede Zuid-Nieuw-Guinea-expeditie (1909-1910) was de tweede poging in een serie van drie Nederlandse expedities om vanuit de zuidkust de met eeuwige sneeuw bedekte bergtoppen van Centraal Nederlands-Nieuw-Guinea te bereiken. De expeditie was een vervolg op de Eerste Zuid-Nieuw-Guinea-expeditie van 1907 die er niet in was geslaagd haar doel te bereiken. De expedities werden georganiseerd onder auspiciën van het Indisch Comité voor Wetenschappelijke Onderzoekingen en de Maatschappij ter Bevordering van het Natuurkundig Onderzoek der Nederlandsche Koloniën. 

## Doel

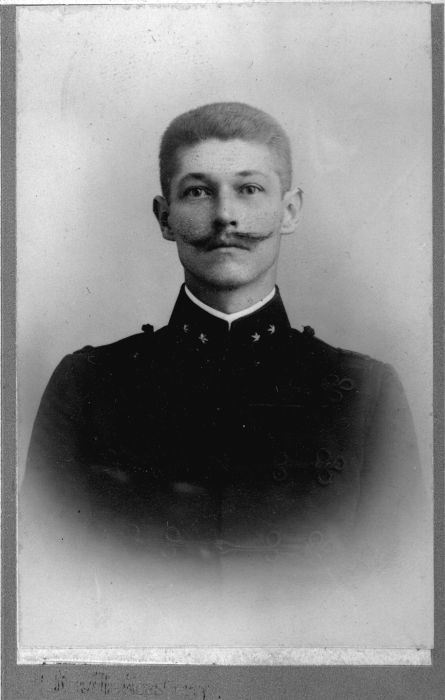
Luitenant Habbema

De expedities ter verkenning van het Centrale Bergland werden georganiseerd door instellingen met wetenschappelijke, maar soms ook commerciële doelstellingen en vormden een onafhankelijke tegenhanger van de tochten die in het kader van de gouvernementele Militaire Exploratie van Nieuw-Guinea (1907-1915) met behulp van militaire detachementen onbekende kustlijnen en delen van het binnenland in kaart brachten.

## Deelnemers
De leiding van de tweede expeditie lag in handen van H.A. Lorentz, die ook leider van de eerste expeditie was geweest. J.W. van Nouhuys was wederom de belangrijkste natuurwetenschappelijk onderzoeker, hij was verantwoordelijk voor de topografie, geologie en mineralogie. De begeleidende artsen waren L.I.A.M. von Römer en de Javaan Raden Jaarman Soemintral Zeerban. Verder vergezelden hen een Indonesische medische assistent en een botanicus van 's Lands Plantentuin, de botanische tuin in Buitenzorg. Ten slotte: luitenant D. Habbema voerde het bevel over een escorte van 42 soldaten, 87 Maleiers, en een aantal Dajaks uit Borneo die meegingen als dragers, terreinverkenners en klusjesmannen. Een groep van 20 veroordeelden moest mee als lastdragers.

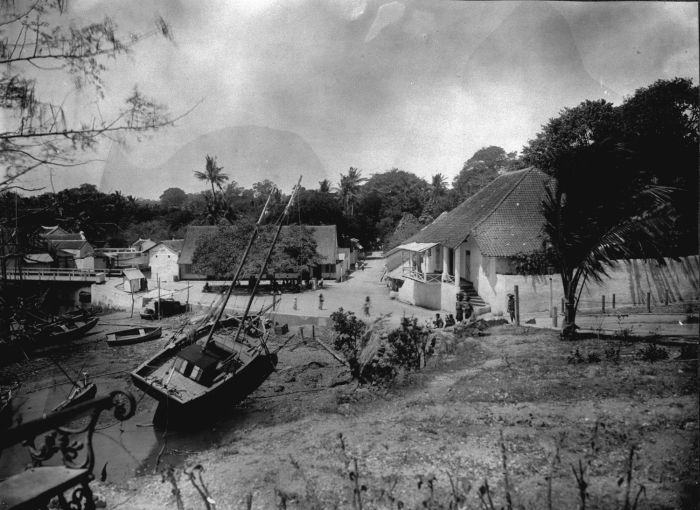
Havengezicht Koepang (Timor) waar een tussenstop werd gemaakt

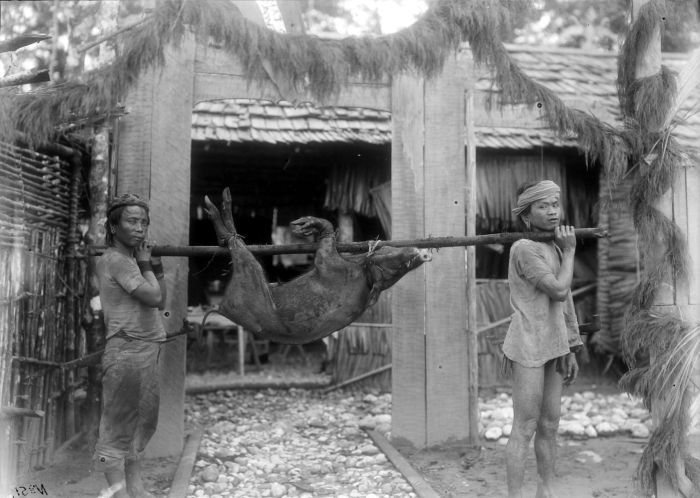
Twee dajaks met een varken in Kamp Alkmaar

## Verloop van de expeditie
Op 15 maart 1909 vertrokken de expeditieleden vanuit Batavia aan boord van het schip Valk, dat het afgedankte marineschip de Arend op sleeptouw had. Evenals de Zwaluw in de eerste expeditie diende de Arend als bivakschip, dat wil zeggen als drijvend pakhuis voor de technische uitrusting voor de expeditie en de grote hoeveelheid voedsel, en daarnaast als slaapplaats voor de vele inheemse manschappen. Dezelfde route van de eerste expeditie werd gevolgd: de in de Arafurazee uitmondende Noordrivier werd opgestoomd tot het bekende Bivak-eiland werd bereikt, een eiland midden in de brede rivier dat tijdens de vorige tocht de eerste pleisterplaats was geweest.
Het bivakschip werd hier afgemeerd en op het eiland werden groentetuinen aangelegd. Met kleinere vaartuigen werd daarop voor 100 dagen voedsel getransporteerd naar het verder stroomopwaarts gelegen Kamp Alkmaar, dat tijdens de eerste expeditie was aangelegd en na enige werkzaamheden in herbruik kon worden genomen. Op 9 oktober gingen Lorentz en Van Nouhuys, vergezeld van 3 soldaten en 30 Dajaks van hieruit verder op weg naar de Wilhelminatop. In het volgende bivak dat ze aanlegden werden ze wederom bevoorraad door een achteropkomende groep. Uiteindelijk zou de kleinere expeditie naar de eeuwige sneeuw bestaan uit Lorentz, Van Nouhuys, de militaire bevelhebber Habbema, 29 Dajaks en twee soldaten. Alle anderen bleven achter om de aangelegde posten te bemannen. 

### Naar de top
Op 29 oktober stuitte men op lokale Papoea's, die onheilspellende kreten uitstootten. Lorentz, bij wie de gewapende conflicten met de lokale bevolking tijdens zijn eerste expeditie nog vers in het geheugen lagen, wilde dreigen met de wapenen en desnoods het vuur openen, maar Habbema wist hem daarvan te weerhouden. Ze brachten zelfs de nacht door in het dorp van de groep die zich Pesegem noemde. Zowel Lorentz als Van Nouhuys concludeerden dat de man die tijdens de vorige expeditie was neergeschoten zeer veel lichamelijke overeenkomsten had vertoond met hun huidige gastheren, die zeer vriendelijk bleken te zijn. Gedwongen door de afgepaste voedselvoorraden verlieten de expeditieleden de andere dag alweer het dorp om hun tocht voort te zetten over het zwaar geaccidenteerde terrein. Na zware klimpartijen bereikten ze op 5 november een plateau op 3700 meter hoogte; twee dagen later werd de sneeuw waargenomen aan de voet van de Wilhelmina. Op 8 november bereikten Lorentz, Van Nouhuys en vijf Dajaks een enorm sneeuwveld op 4461 meter hoogte. Het doel van de expeditie was nu bereikt, de eeuwige sneeuw was voor het eerst door mensen betreden, en hoewel de hoogste top van de Wilhelmina niet werd beklommen begon men voldaan aan de terugtocht.

### Terug van de top
Dat werd een verschrikking. Bij een valpartij brak Lorentz een rib en liep zware kneuzingen op. Hij werd daardoor gedwongen een nacht door te brengen op de sneeuw, waarbij een der Dajaks die bij hem bleef 's nachts doodvroor. Gedurende de verdere langzame afdaling stierven nog twee Dajaks van uitputting. Via het dorp van de Pesegem waar ze eerder te gast waren geweest, kwam het gezelschap na een tocht van 68 dagen terug in Kamp Alkmaar, waar dr. Von Römer een ereboog had laten oprichten.
Eenmaal terug op Bivak-eiland werden uitgebreid botanische en zoölogische specimens verzameld in de wijde omgeving en etnografische artefacten verworven van een groep Pesegem die het Kamp Alkmaar kwam bezoeken. Van Nouhuys verrichtte bij deze gelegenheid antropologische metingen op de Papoea's die, hoewel ze klein van postuur waren, volgens hem toch niet konden worden beschouwd als pygmeeën of als vertegenwoordigers van een 'dwergras'.

## Na de expeditie
Op 1 maart 1910 verliet de expeditie Nieuw-Guinea om koers te zetten naar Batavia. De Noordrivier werd kort daarna omgedoopt tot Lorentzrivier (tegenwoordig Unir). Een tijdens deze tocht waargenomen bergmeer werd naar de militaire bevelhebber van de expeditie Habbemameer genoemd. Onderweg langs de zuidkust van Nieuw-Guinea werd het basiskamp van de Engelse expeditie van de British Ornithologist's Union naar Nederlands Nieuw-Guinea aan de rivier de Mimika bezocht en gesproken met Alexander Wollaston. Aan de tocht werd een geïllustreerd jongensboek gewijd door Jan Oost: Kranige Hollanders; de beklimming van het Sneeuwgebergte van Nieuw-Guinea (Arnhem, H. ten Brink, z.j.), dat Lorentz' verslag van de expeditie uit 1913 op de voet volgt. Het boek van Oost besluit met de aanmaning: Moge dit boek voor flinke jongens een opwekking zijn om niet bij moeders pappot te blijven suffen, maar de wereld in te trekken, over de wijde zee, naar verre landen, om hoog te houden de roem van de Nederlandschen naam!